# IV. Károly francia király

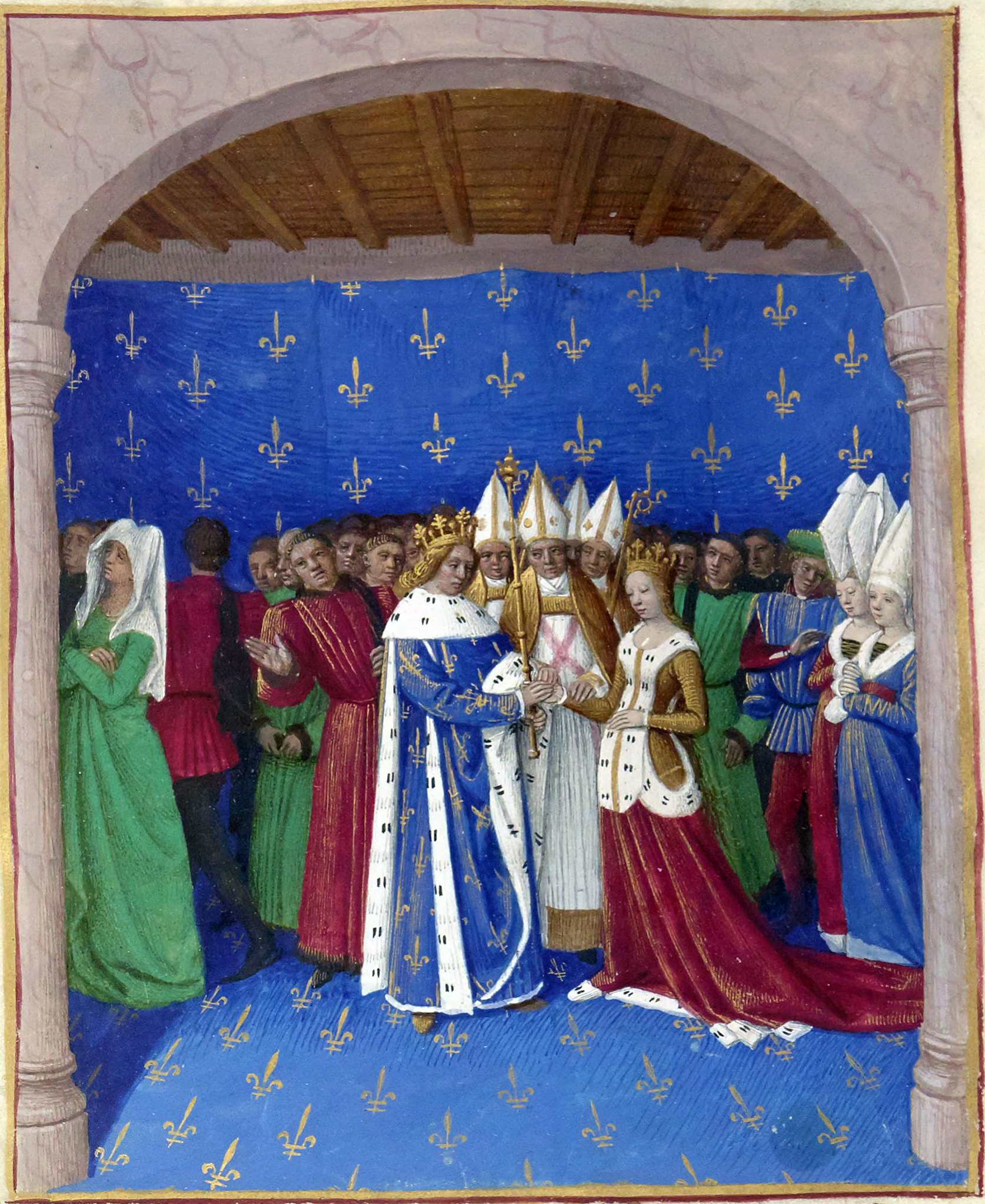
Szép Károly és Luxemburgi Mária házassága (Jean Fouquet 15. századi ábrázolása)

IV. (Szép) Károly (Clermont, 1294. június 18. – Vincennes, 1328. február 1.) a középkori Franciaország és Navarra uralkodója (I. Károly néven), az utolsó Capeting király (uralkodott 1322. január 3-ától haláláig), IV. (Szép) Fülöp és Navarrai Johanna fia, X. (Civakodó) Lajos és V. (Hosszú) Fülöp, valamint Izabella angol királyné fivére volt.

## Élete
Bátyja, X. Lajos adta neki apanázsul Marche grófságát 1315-ben. Másik fivére, Fülöp halálát követően csak lányai maradtak életben, márpedig a nőági örökösödést éppen Fülöp kezdeményezésére tiltották meg. Károlyt így 1322. január 22-én Reimsben megkoronázták.
Rövid uralkodása alatt különös hangsúlyt fektetett az öröklés biztosítására, azonban három feleségétől csak lányai születtek. Szép Károly nevéhez fűződik Franciaország első népszámlálása (1326), mellyel az adószedést kívánták megkönnyíteni. Károly különben is mindent megtett a kincstár jövedelmeinek növelésére: elkobozta a lombard kereskedők és bankárok vagyonát, vámot vetett ki az országba és Párizsba hozott, illetve onnan kivitt javakra, a hivatalokat pedig annak adta, aki a legtöbbet tudta fizetni érük. A hivatalnokok fizetését az általuk beszedett pénzmennyiséggel tette arányossá, így ösztönözve őket a minél több adó beszedésére. A pápa még abba is beleegyezett, hogy egy Örményország felszabadítására hirdetett keresztes háborúra Károly tizedet szedhessen az egyházi jövedelmek után, azonban a hadjárat sosem indult útra.
Károly kiváló viszonyt ápolt az Avignonban székelő XXII. Jánossal, aki 1322-ben megsemmisítette házasságát a még 1314-ben a Nesle-torony-botrány kapcsán Château-Gaillard-ba zárt első feleségével, Burgundi Blankával. Károly még arra is hajlandó volt, hogy a Bajor Lajos német-római császár elleni sikertelen itáliai szervezkedést segítse az egyház érdekében.
Károly legfontosabb külpolitikai tettei az Angol Királysághoz kötődnek. A Saint-Sardosnál történt incidenst (1323–1325) lezárva sikerült békés eszközökkel megszereznie Agenais térségét sógorától, II. Eduárd angol királytól, mire az angol uralkodó guyenne-i hűbéresei fellázadtak (az ún. fattyúk háborúja). Miután ezt sikerült pacifikálni, Károly segített a tárgyalások lebonyolítására küldött nővérének, Izabellának, hogy megbuktassa homoszexuális férjét, és trónra tegye kiskorú fiát, III. Eduárdot (1327).

## Házasságok és utódok
Károly első felesége Burgundi Blanka volt, IV. Ottó burgundi palotagróf és Mahaut d'Artois kisebbik lánya, Burgundi Johanna testvére. A házasságra 1308-ban Corbeil-Essonnes városában került sor, gyermekük nem született. Blankától XXII. János választotta el a királyt, aki enyhítve hajdani királynéja büntetésén, hozzájárult, hogy átköltözzön a Maubuisson-apátságba, ahol 1326-ban halt meg.
A második házasságra 1322. szeptember 21-én került sor Provins városában. Károly új választottja Luxemburgi Mária, VII. Henrik német-római császár és Brabanti Margit lánya volt, aki 1323-ban egy hamarosan elhunyt lányt szült neki. A következő évben, amikor ismét áldott állapotban volt, hintója felborult Issoudun környékén. Az alig 19 éves királynő belehalt súlyos sérüléseibe, de előtte a sokk hatására koraszülött fiút hozott a világra, aki szintén hamarosan meghalt.
Károly harmadik felesége saját unokatestvére, Évreux-i Johanna, Louis d'Évreux (Szép Fülöp és Charles de Valois féltestvére) és Marguerite d’Artois lánya volt. 1325. július 23-án házasodtak össze. Johanna három lányt szült a királynak: Johannát 1326-ban, Máriát 1327-ben, és végül Blankát 1328-ban, már Károly halála után. Ekkor vált bizonyossá, hogy a Capeting-csoda véget ért: megszakadt az egyenes ági öröklődés 341 éve tartó láncolata.
Az új király X. Lajos, V. Fülöp és IV. Károly unokatestvére, Charles de Valois fia, Philippe de Valois lett, aki VI. Fülöpként foglalhatta el Franciaország trónját. Hamarosan azonban III. Edward is trónkövetelőként lépett fel, ami a százéves háború kitöréséhez vezetett.